# Ankuppe, Mandya
Ankuppe là một làng thuộc tehsil Mandya, huyện Mandya, bang Karnataka, Ấn Độ.